# Theodore Alvin Hall

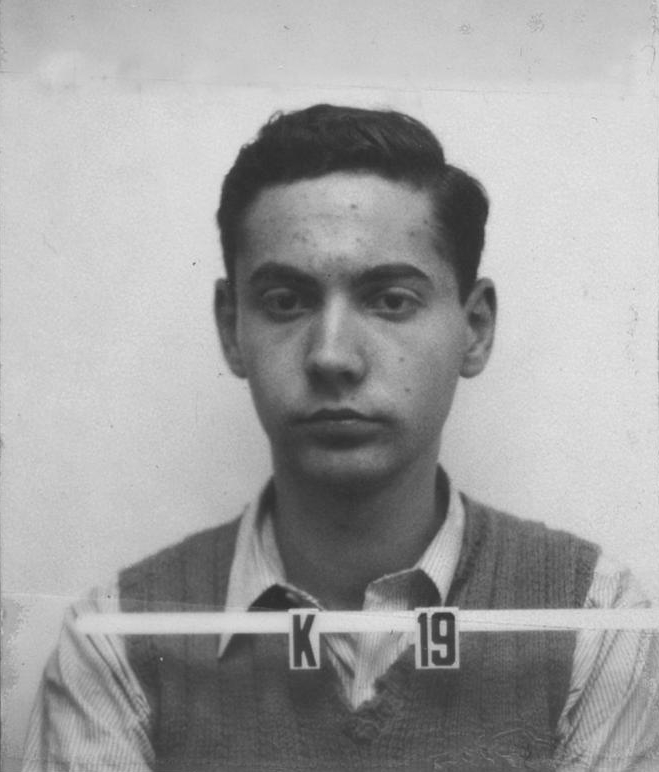
Theodore Hall (aus seinem Los-Alamos-Dienstausweis während des Zweiten Weltkriegs)

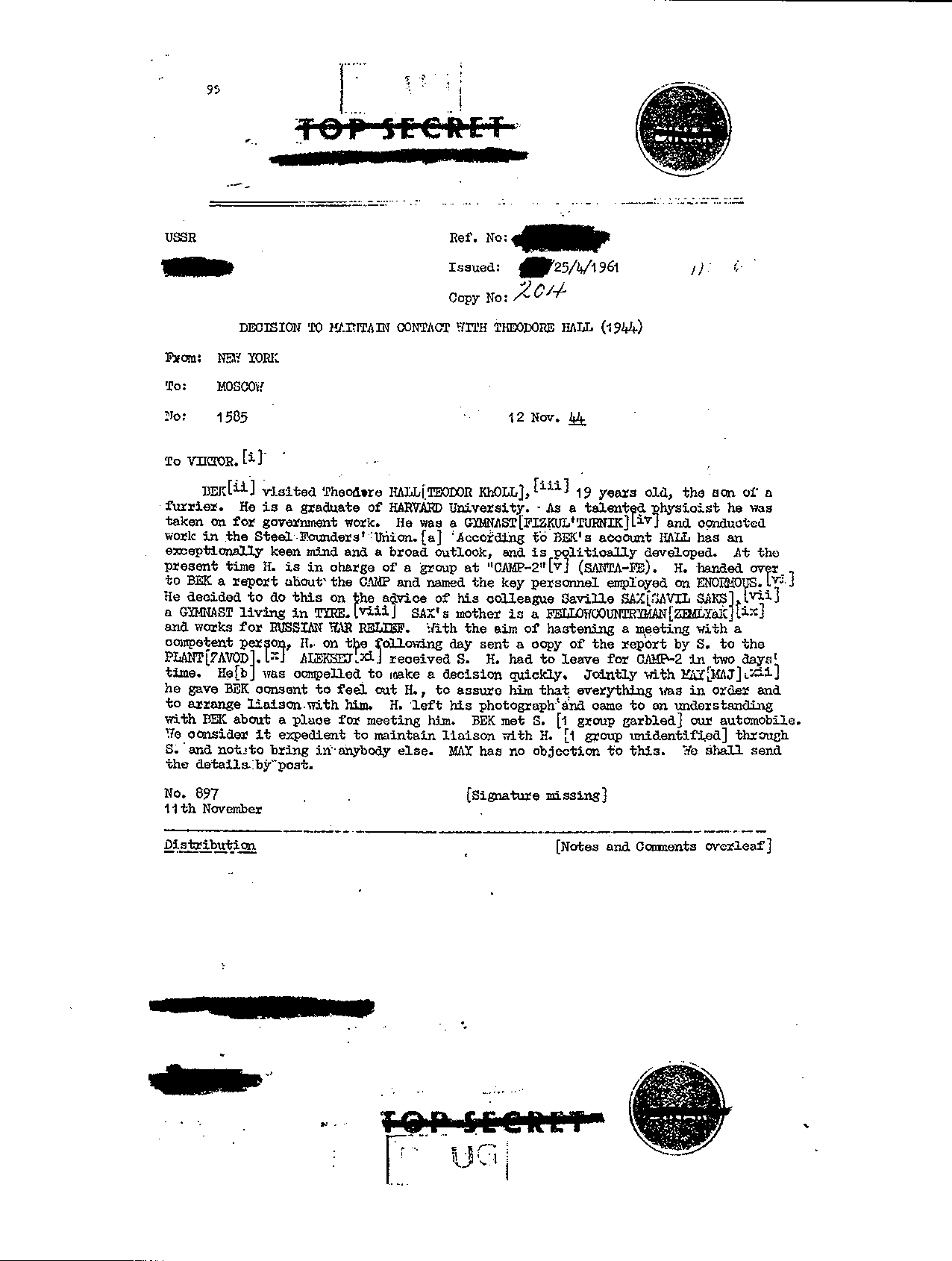
Kopie aus dem VENONA-Projekt (1944)

Theodore „Ted“ Alvin Hall (* 20. Oktober 1925 in Queens, New York; † 1. November 1999 in Cambridge, England) war ein US-amerikanischer Physiker. Er war Mitarbeiter am Manhattan-Projekt in Los Alamos zur Entwicklung der ersten Atombombe in den USA. Er wurde erst 1995 als Informant und Spion für die Sowjetunion öffentlich bekannt.

## Leben
Theodore Hall wuchs in New York auf, wo sein älterer Bruder Edward und er im Herbst 1936 den Familiennamen „Holtzberg“ in „Hall“ änderten, um ihre jüdische Herkunft gegen Einstellungsbenachteiligungen zu verschleiern. Der Hochbegabte beendete bereits mit 14 Jahren das Gymnasium, graduierte im Alter von nur 18 Jahren im Rahmen seines Physikstudiums an der Harvard-Universität und wurde ein Jahr später als jüngster Wissenschaftler für das Manhattan-Projekt in Los Alamos rekrutiert. Nach dem Zweiten Weltkrieg arbeitete Hall bis 1962 als Biologe an der Universität von Chicago, wo er wichtige Arbeiten über die Röntgen-Mikroanalyse publizierte. Ab 1962 arbeitete er in Großbritannien an der Universität Cambridge, wo er – von der Parkinson-Krankheit gezeichnet – im Alter von 74 Jahren an den Folgen von Nierenkrebs starb.

## Historische Bedeutung
Während man über vierzig Jahre nach dem Zweiten Weltkrieg im Allgemeinen davon ausging, dass Klaus Fuchs der einzige Physiker aus dem Manhattan-Projekt in Los Alamos (New Mexico) war, der Informationen über den Bau der Atombombe an die Sowjetunion weitergab, bestätigte erst die Freigabe und Veröffentlichung der im VENONA-Projekt von den Geheimdiensten der USA und Großbritanniens abgefangenen und entschlüsselten sowjetischen Nachrichten einen zweiten, bereits vermuteten Spion: Theodore Alvin Hall. Sein sowjetischer Deckname war MLAD. Hall hatte ab 1944 wichtiges Material über die Implosions-Methode und andere Aspekte der Konstruktion einer Atombombe an die Sowjets übergeben. Seine Kontaktperson war Lona Cohen. Er wurde bereits 1950 verdächtigt, bestritt aber zu jener Zeit alle Anschuldigungen.
Theodore A. Hall wurde nie verurteilt, obwohl heute sein Geheimnisverrat über Kernwaffen als bedeutender eingeschätzt wird als beispielsweise der Sachverhalt des Spionageverdachts bei Ethel und Julius Rosenberg, die 1951 von einem US-Gericht verurteilt und am 19. Juni 1953 hingerichtet wurden.

## Schriften (Auswahl)
- Ratio of cross sections for electron capture and electron loss by proton beams in metals, University of Chicago, Department of Physics. 1950 PhD-thesis.
- Theodore A Hall; H O E Röckert; Richard L de C H Saunders: X-ray microscopy in clinical and experimental medicine, Springfield, Ill., Thomas 1972, ISBN 0-398-02458-8.

## Film
Im Jahr 2022 stellte Steve James mit A Compassionate Spy einen Dokumentarfilm über Theodore Hall und dessen Ehefrau Joan fertig.